# آلگلیتازار
آلگلیتازار (به انگلیسی: Aleglitazar) با فرمول شیمیایی C۲۴H۲۳NO۵S یک ترکیب شیمیایی با شناسه پاب‌کم ۱۰۲۷۴۷۷۷ است. که جرم مولی آن ۴۳۷٫۵۰۸۱۲ گرم بر مول می‌باشد. 